# Число зустрічей (комбінаторика)
В комбінаторній математиці під числом зустрічей розуміється число перестановок множини {1, …, n} з заданим числом нерухомих елементів.
Для чисел n і k (n ≥ 0 і 0 ≤ k ≤ n), які позначають кількість всіх та кількість нерухомих елементів відповідно, число зустрічей Dn, k — це число всіх перестановок {1, …, n}, які містять рівно k елементів, що не змінили положення в перестановці.
Наприклад, якщо сім подарунків було видано семи різним особам, але тільки дві людини отримали подарунки, призначені саме їм, то це можливо в D7, 2 = 924 варіантах. В іншому прикладі, з сімома парами учнів в школі танців, після перерви на чай, учасники випадково вибирають партнера для продовження танців, і знову це можливо в D7, 2 = 924 випадках, що рівно 2 пари повторяться.

## Чисельні значення
Фрагмент таблиці числа зустрічей (послідовність A008290 з Онлайн енциклопедії послідовностей цілих чисел, OEIS)::
| {\displaystyle _{n}\!\!\diagdown \!\!^{k}} | 0     | 1     | 2    | 3    | 4   | 5   | 6  | 7 | 8 |
| ------------------------------------------ | ----- | ----- | ---- | ---- | --- | --- | -- | - | - |
| 0                                          | 1     |       |      |      |     |     |    |   |   |
| 1                                          | 0     | 1     |      |      |     |     |    |   |   |
| 2                                          | 1     | 0     | 1    |      |     |     |    |   |   |
| 3                                          | 2     | 3     | 0    | 1    |     |     |    |   |   |
| 4                                          | 9     | 8     | 6    | 0    | 1   |     |    |   |   |
| 5                                          | 44    | 45    | 20   | 10   | 0   | 1   |    |   |   |
| 6                                          | 265   | 264   | 135  | 40   | 15  | 0   | 1  |   |   |
| 7                                          | 1854  | 1855  | 924  | 315  | 70  | 21  | 0  | 1 |   |
| 8                                          | 14833 | 14832 | 7420 | 2464 | 630 | 112 | 28 | 0 | 1 |

## Формули
Числа в першому стовпці (k = 0) показують число безладів. Так,
{\displaystyle D_{0,0}=1,\!}
{\displaystyle D_{1,0}=0,\!}
{\displaystyle D_{n+2,0}=(n+1)(D_{n+1,0}+D_{n,0})\!}
для невід'ємного n. Виявляється
{\displaystyle D_{n,0}=\left[{n! \over e}\right]}
де дріб округляється вгору для парних n і вниз для непарних, і для n ≥ 1, це відповідає найближчому цілому. Доказ простий, якщо вміти рахувати число безладів: виберемо m фіксованих елементів з n, потім обчислимо число безладів для n — m елементів, які залишились. Це буде:
{\displaystyle !n={(n-m)!}\sum _{k=0}^{n-m}{\frac {(-1)^{k}}{k!}}.}).
{\displaystyle D_{n,m}=C_{n}^{m}D_{n-m,0}={\frac {n!}{m!}}\sum _{k=0}^{n-m}{\frac {(-1)^{k}}{k!}}.}
Звідси випливає, що
{\displaystyle {\frac {D_{n,m}}{n!}}\approx {\frac {e^{-1}}{m!}}}
для великих n і фіксованого m.
{\displaystyle \sum _{m=0}^{n}m^{k}D_{n,m}=B_{k}n!} для {\displaystyle n\geq k}, де {\displaystyle B_{k}} — числа Белла.

## Розподіл ймовірності
Сума елементів рядка в вищенаведеної таблиці є числом всіх перестановок набору {1, …, n}, і вона дорівнює n!. Якщо розділити всі елементи рядка n на n!, отримаємо розподіл ймовірностей числа перестановок з нерухомими точками в рівномірно розподілених випадкових перестановках елементів {1, …, n}. Ймовірність того, що перестановка матиме k нерухомих точок, дорівнює
{\displaystyle {D_{n,k} \over n!}.}
Для n ≥ 1, математичне сподівання числа нерухомих точок дорівнює 1.
Більш того, для i ≤ n, i-ий момент цього розподілу є i-им моментом розподілу Пуассона зі значенням 1. Для i>n i-ий момент менше відповідного моменту розподілу Пуассона. Точніше, для i ≤ n i-ий момент є i-им числом Белла, тобто число всіх можливих розбиттів множини розміру i.

## Обмеження значень розподілу ймовірностей
Із зростанням числа елементів ми отримаємо
{\displaystyle \lim _{n\to \infty }{D_{n,k} \over n!}={e^{-1} \over k!}.}
Це є ймовірністю того, що випадкова величина, розподілена за законом Пуассона з математичним очікуванням 1, дорівнює k. Іншими словами, при зростанні n розподіл ймовірності числа перестановок з фіксованими точками серед випадкових перестановок множини з n елементів наближається до розподілу Пуассона з математичним очікуванням 1.